# Spiroplasmataceae
Famille
Les Spiroplasmataceae sont une famille de bactéries de la classe des Mollicutes.

## Liste des genres
Selon LPSN (6 juillet 2024), un seul genre a été publié de manière valide :
- Spiroplasma Saglio et al., 1973

Selon LPSN (6 juillet 2024), un autre genre existe mais il a a été publié de manière valide. Son nom est actuellement le nom préféré mais il n'est pas correct au sens de la nomenclature procaryote :
- "Candidatus Mariplasma" Ohdera et al., 2024

## Taxonomie
Le nom correct complet (avec auteur) de ce taxon est Spiroplasmataceae (ex Skripal (d), 1974) Skripal, 1983,.
Le genre type est : Spiroplasma Saglio et al., 1973.
Spiroplasmataceae a pour synonyme :
- Spiroplasmataceae Skripal, 1974

### Étymologie
L'étymologie du nom de cette famille est la suivante : N.L. neut. n. Spiroplasma, genre type de la famille ; L. fem. pl. n. suff. -aceae, suffixe pour définir une famille ; N.L. fem. pl. n. Spiroplasmataceae, la famille des Spiroplasma.

## Publication originale
- (en) I. G. Skripal', « Revival of the name Spiroplasmataceae fam. nov., nom. rev., omitted from the 1980 Approved Lists of Bacterial Names 1980 », International Journal of Systematic Bacteriology, Royaume-Uni, vol. 33, no 2,‎ avril 1983, p. 408 (ISSN 0020-7713, e-ISSN 1465-2102, DOI 10.1099/00207713-33-2-408, lire en ligne, consulté le 6 juillet 2024).